# Крутосхили Каховського водосховища

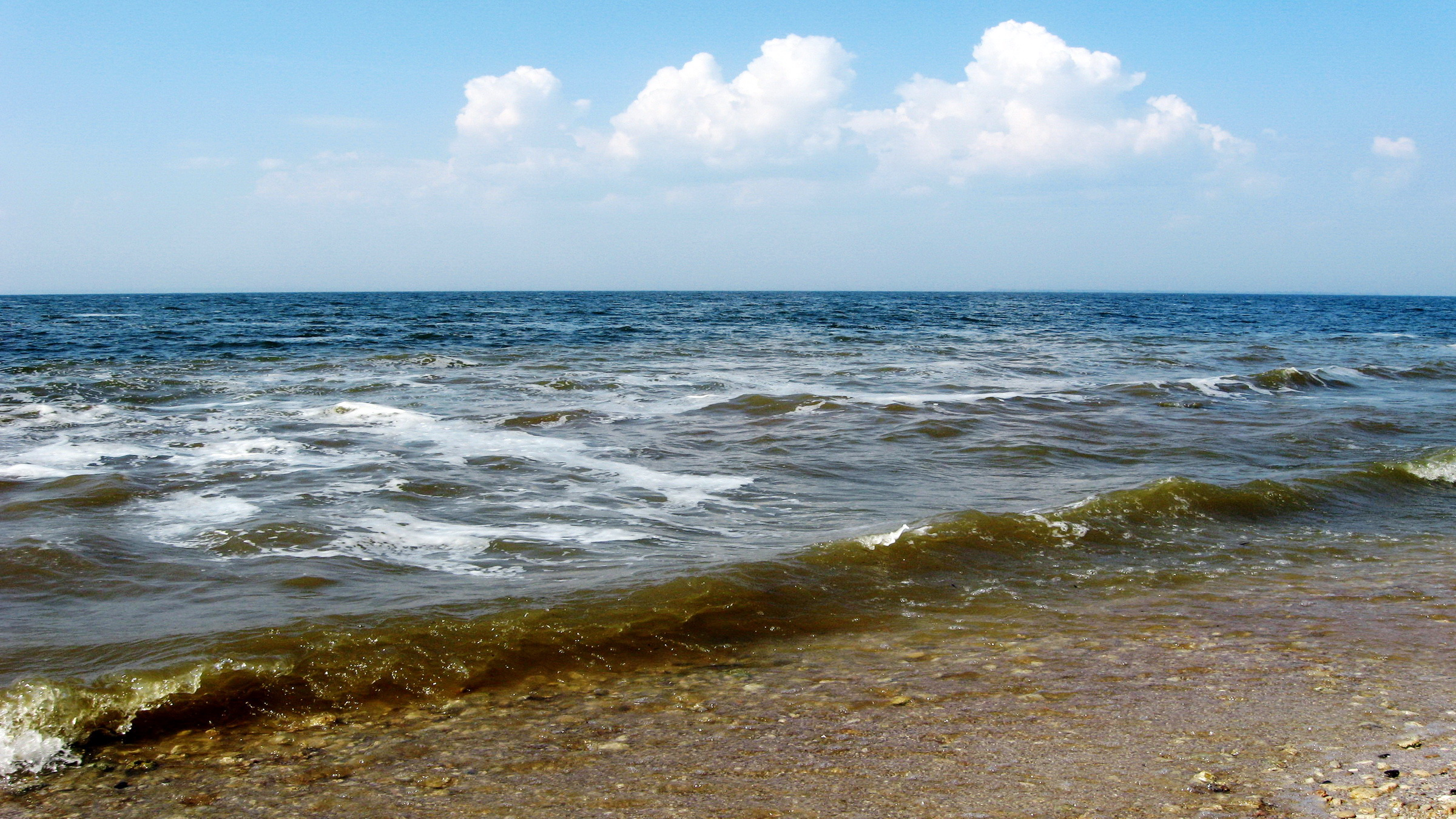

Крутосхи́ли Кахо́вського водосхо́вища — ландшафтний заказник загальнодержавного значення в Україні. Розташований на території Василівського району Запорізької області, на захід від села Скельки. 
Заказник входить до переліку природно-заповідних територій, особливо важливих для збереження біорізноманіття Запорізької області, а також до переліку природно-заповідних об'єктів, на базі яких 2006 року було створено національний парк «Великий Луг».
Площа заказника становить 522,2 гектарів.
Природоохоронна територія підпорядковується Скелівській сільській раді та Василівській міській раді.

## Опис
Заказник «Крутосхили Каховського водосховища» створений 2002 року. Його територія починається з околиць села Скельки. Вона охоплює узбережжя Каховського водосховища і площу, що розташовується вище. 

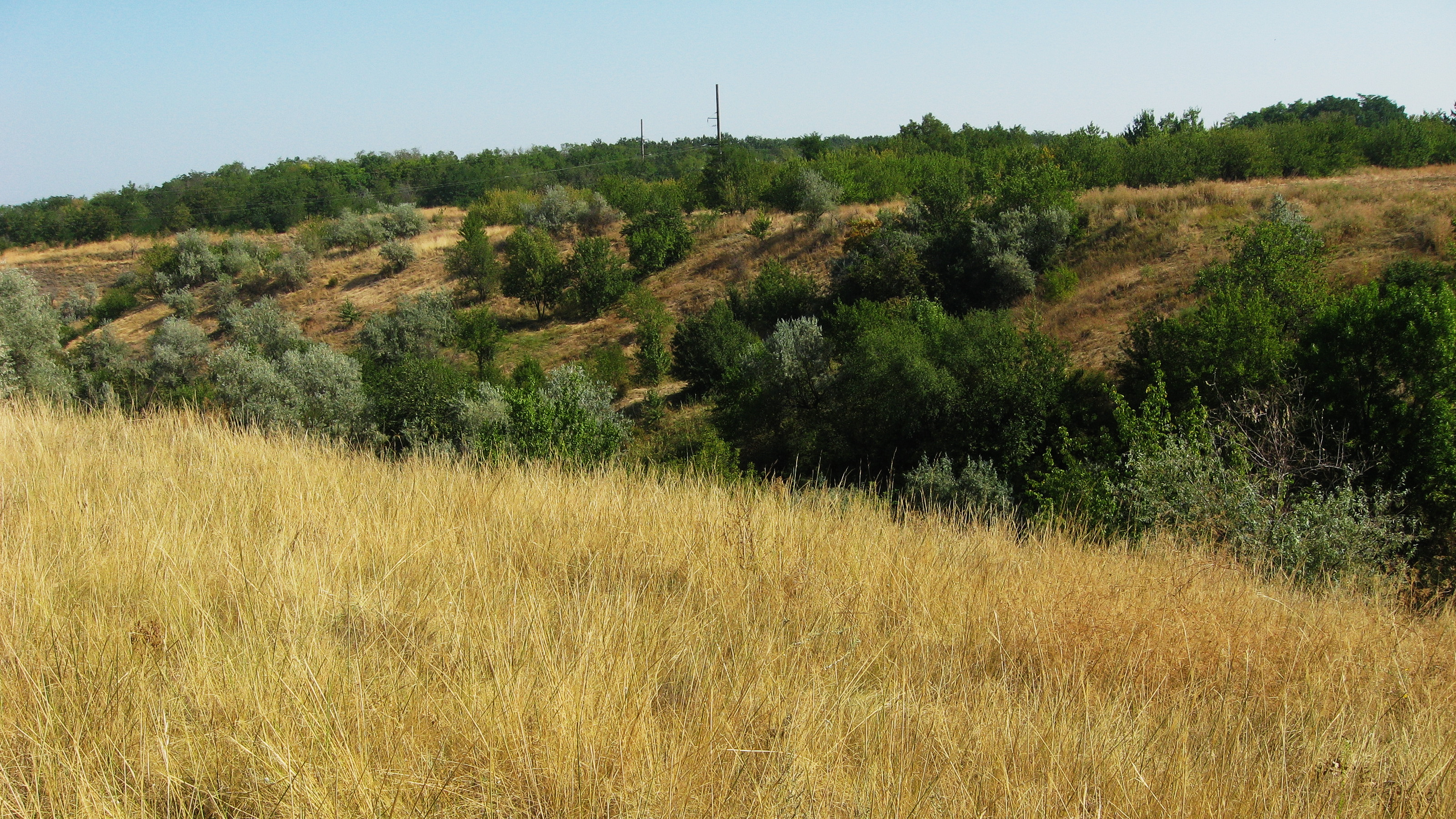
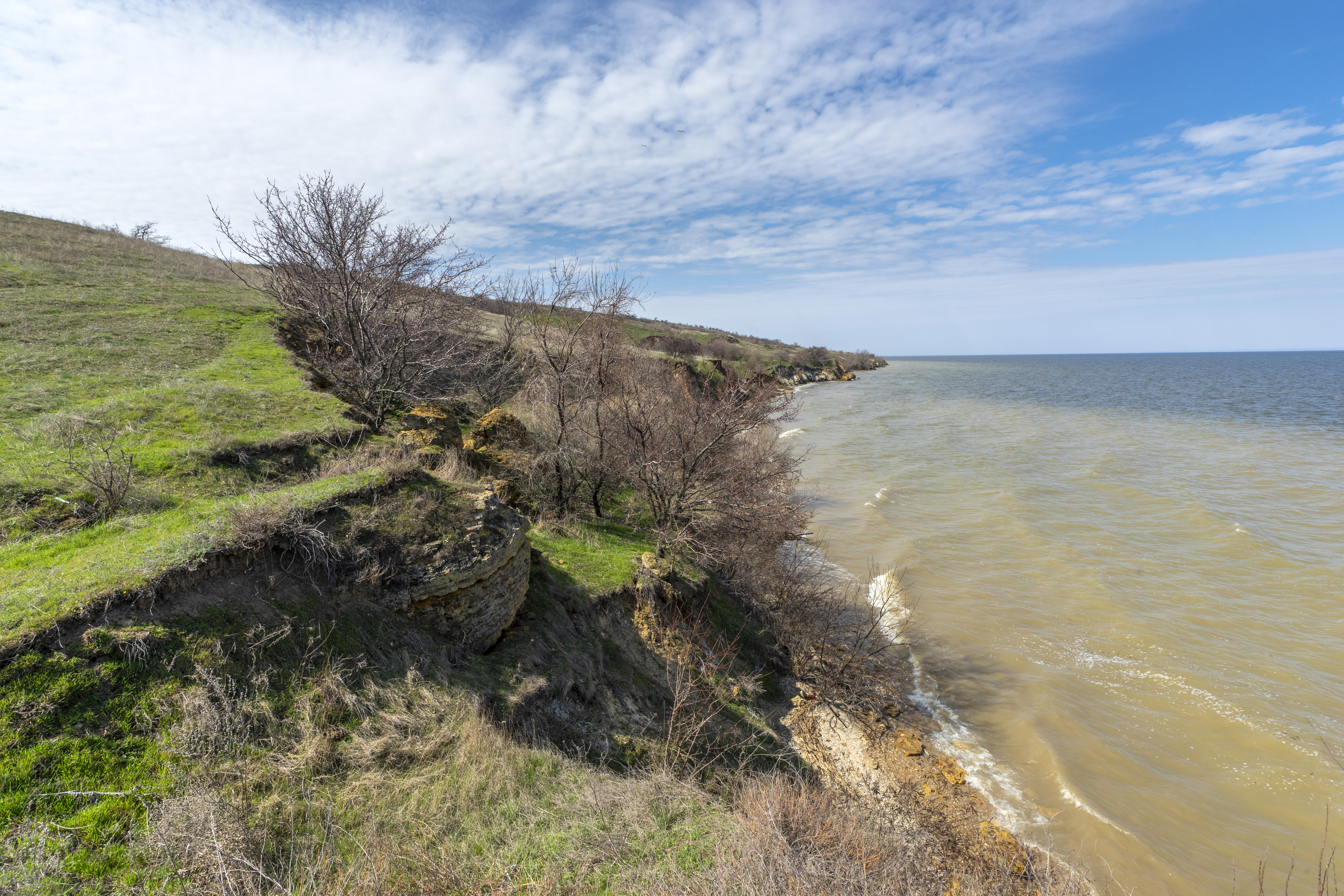
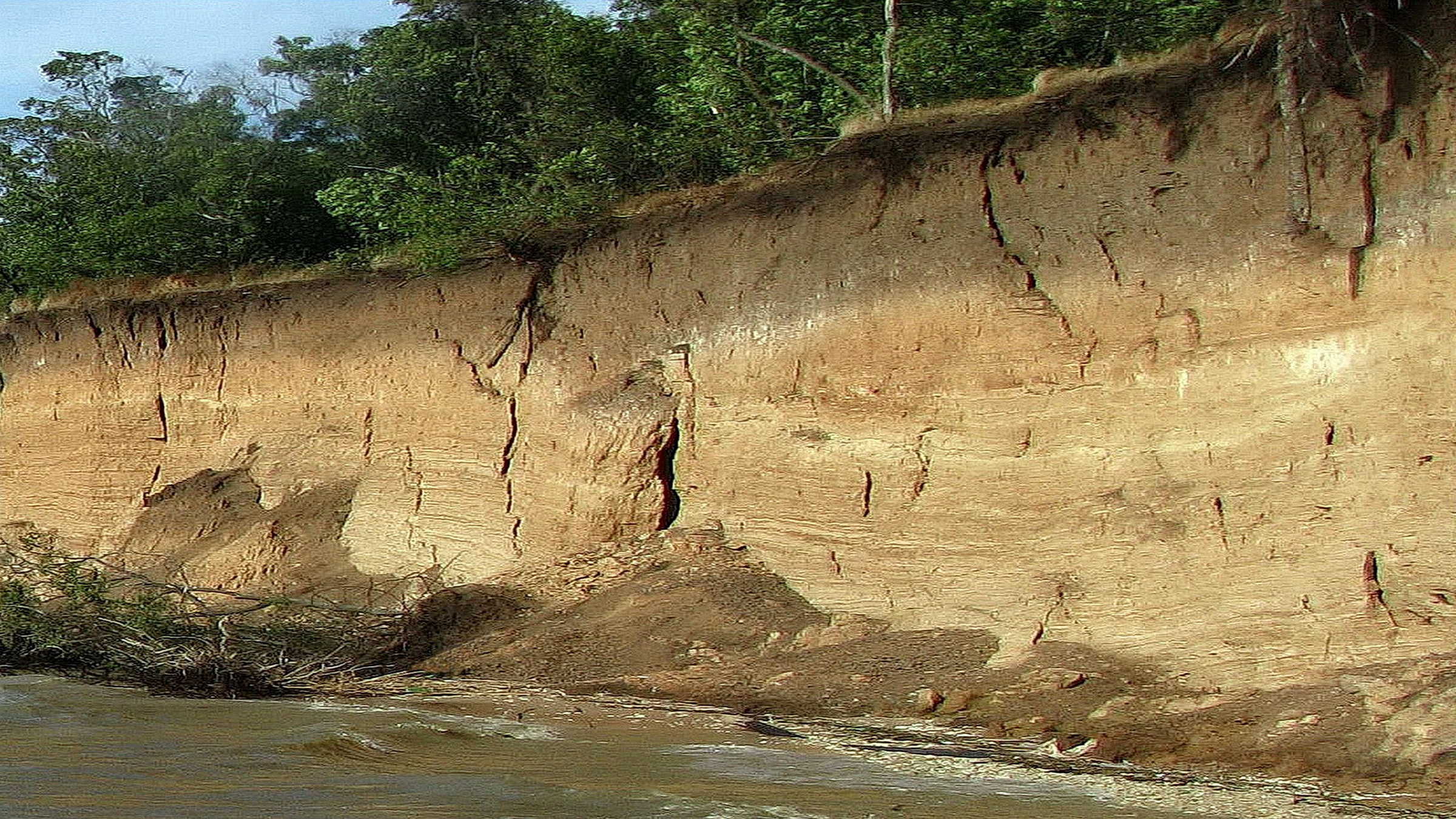

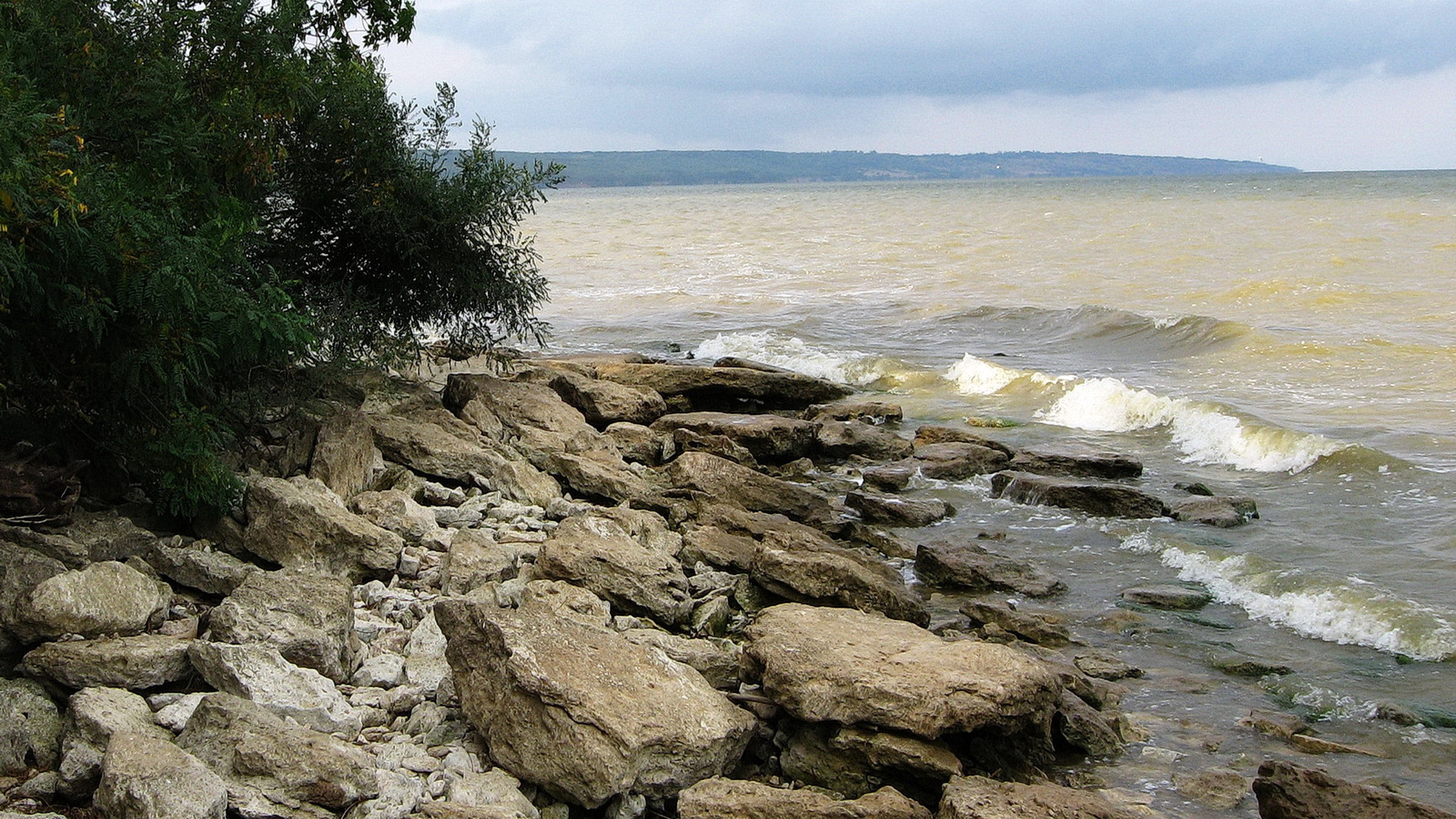
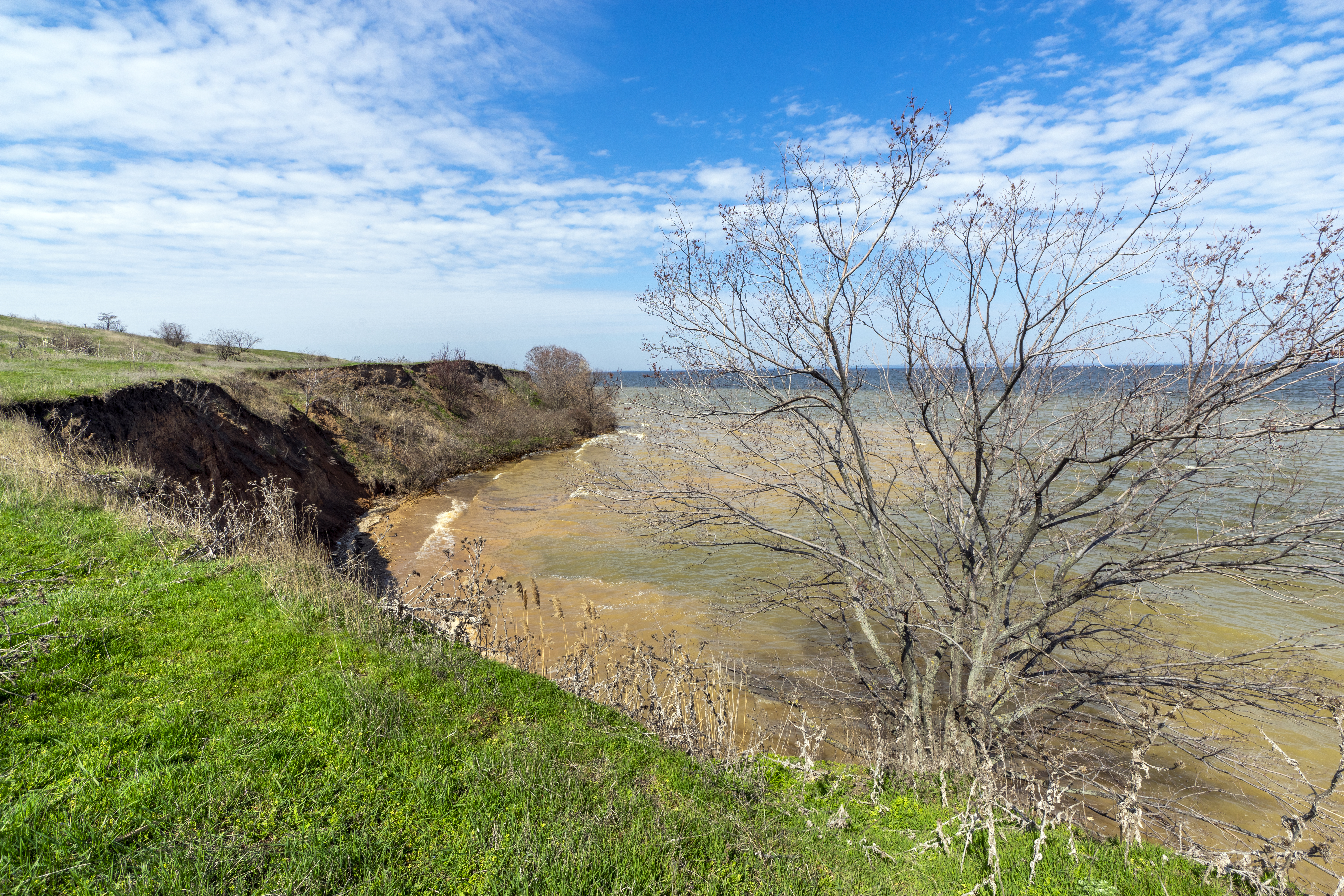

Заказник має палеонтологічне та археологічне значення. Територія «Крутосхил Каховського водосховища» містить козацькі поховання та скелянські штольні. Знайдені захоронення, що відносяться до 18-19 століття. Збереженні кам'яні хрести. Вапнякові печери на території ландшафтного заказника відносяться до часів Запорозької Січі. На території заказника розташоване джерело «Козацьке». Є оглядовий майданчик, з якого видно урвища та яри, відкривається вид на архіпелаг. 
Промисловий лов станом на 2009 рік та 2015 рік заборонений. 

## Флора і фауна
На території заказника виявлені рештки давніх тварин: південного слона, шерстистого носорога та великорогого оленя. 
Не зважаючи на інтенсивне господарське використання території в минулому, у межах заказника збереглись унікальні зональні (степові) та азональні екосистеми і зустрічається ряд раритетних видів та угруповань рослин і тварин, занесених до Червоної книги України, Зеленої книги України та інших природоохоронних документів.
Поблизу місць виходу гранітів та вапнякових пісковиків зростає представник класу Гнетовидні — ефедра двоколодкова. Трапляється багаторічна травяниста рослина з родини Складноцвітних пижмо звичайне. На узбіччях доріг містяться квіти цикорію дикого та Петрові батоги з родини складноцвітних. 
Водяться денні метелики — капусники махаон і подалірій, бабок-стрілки, коромисла і лютки. Поширені жуки-навозники, а у чагарникових заростях трапляється коник дибка степова. 
На території заказника зростаються брандушка різнобарвна, тюльпан змієлистий, ковила волосиста, ковила Лессінга та ковила українська. Ці рослини занесені до Червоної книги України. Лісові насадження сформовані з сосни кримської, дуба звичайного та робінії звичайної.
Представлені такі види, як гадюка степова, орлан-білохвіст, огар, нетопир-карлик, нетопир-середземноморський, полоз жовточеревий, нічниця водяна, нічниця вусата та вечірниця руда.

## Галерея

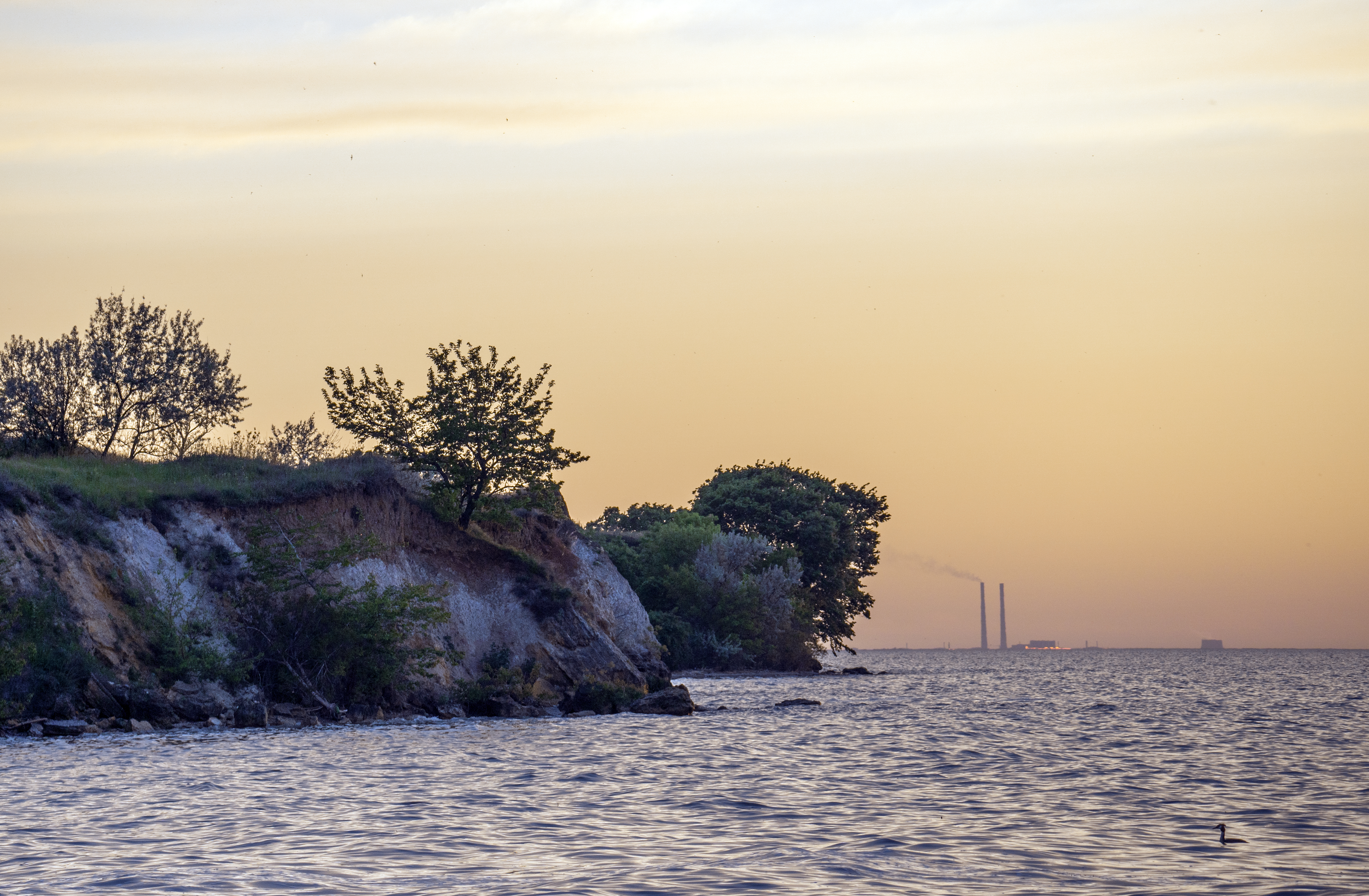
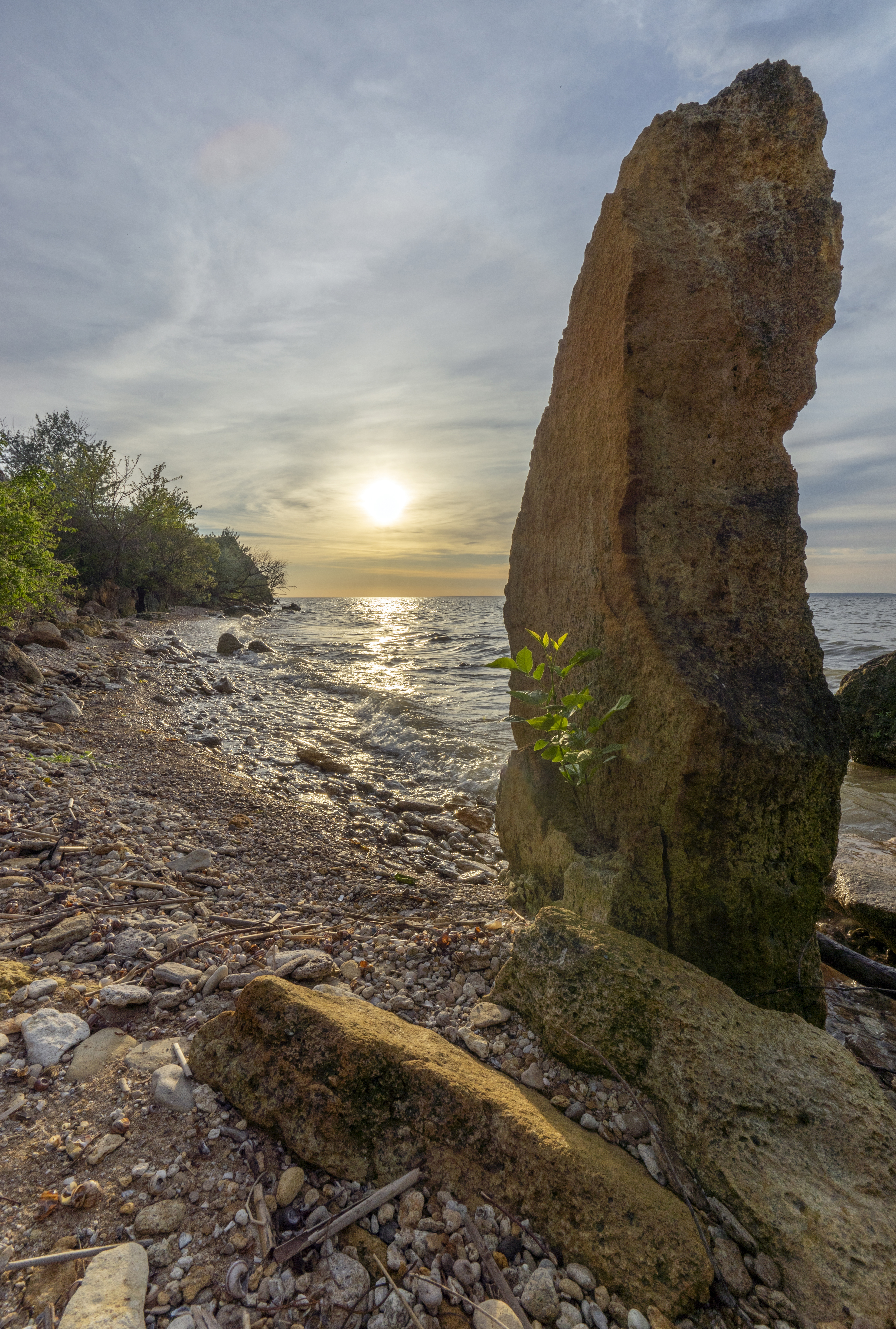
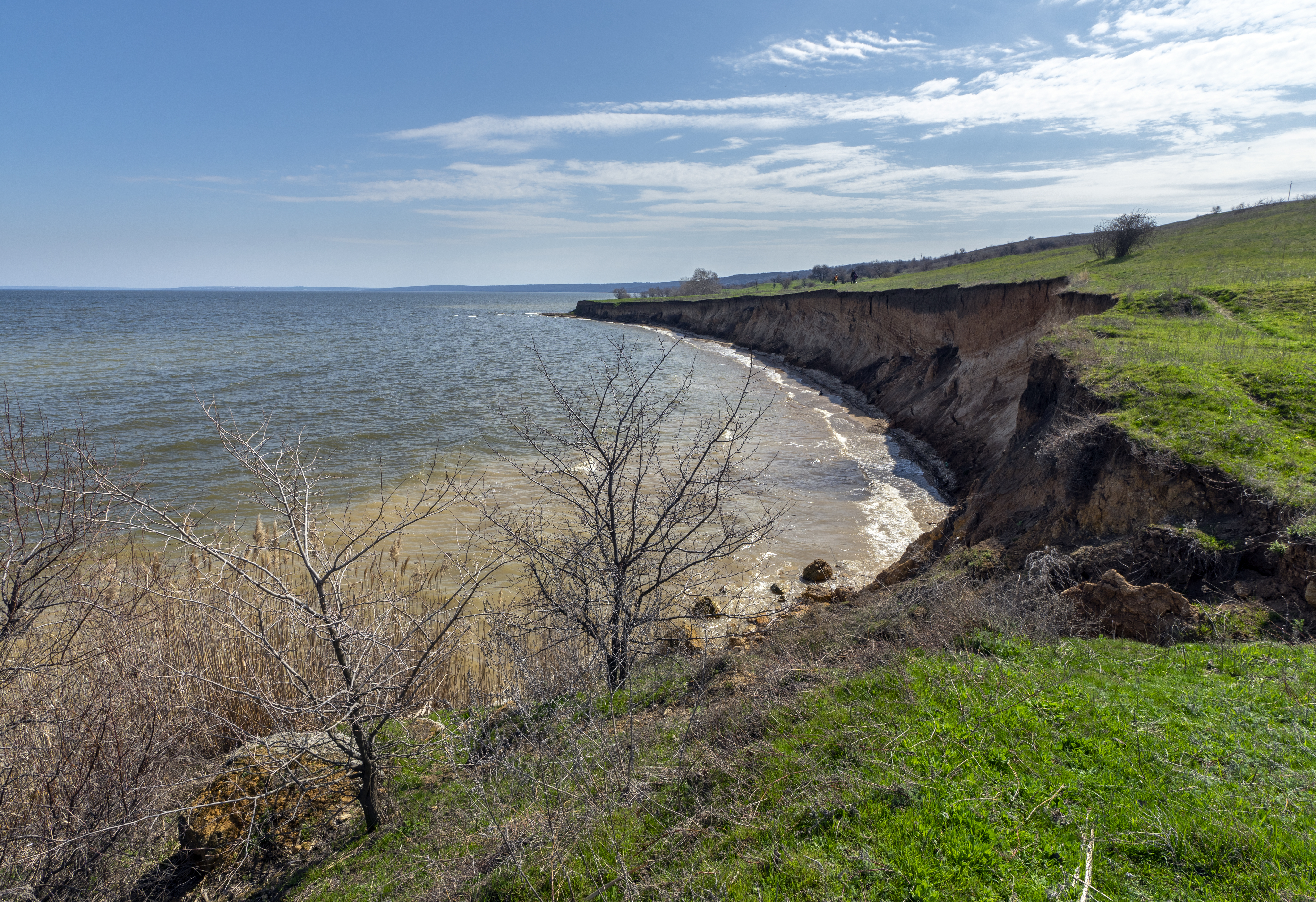